# Lysiteles minimus
Lysiteles minimus es una especie de araña cangrejo del género Lysiteles, familia Thomisidae, orden Araneae.

## Distribución
Esta especie se encuentra en China.

## Taxonomía
Fue descrita científicamente por Schenkel en 1953.
Tratamiento taxonómico
La especie aparece registrada y publicada en Chinesische Arachnoidea aus dem Museum Hoangho-Peiho in Tientsin. Boletim do Museu Nacional do Rio de Janeiro (N.S., Zool.) 119: 1–108.